# Kosmos III
Kosmos III var ett valkokeri som byggdes av Götaverken 1947 för Anders Jahres rederi Kosmos i Sandefjord i Norge.
Kosmos III var det första valkokeriet som byggdes i Skandinavien. Hon var moderfartyg för nio till femton valfångstfartyg under säsongerna  1947/1948–1960/1961. Utanför säsong användes hon som tankfartyg. Hon hade en besättning på 120 man, samt 150 fabriksarbetare när hon gick mot Antarktis. Valbåtarnas besättningar uppgick till totalt 135 man.
Fångsten drogs ombord via slipen i aktern med hjälp av ångdrivna vinschar och slaktningen och flänsningen utfördes på översta däck, som var 110 meter långt och 23,8 meter brett. Materialet från valarna kokades under tryck på nästa däck, det så kallade fabriksdäcket, och valoljan lagrades efter rening i separatorer i stora tankar, som rymde nästan 32 000 kubikmeter.
Fartyget såldes 1961 till Taiyo Gyogyo K.K. i Japan som lät bygga om henne. Hon fick namnet Nisshin Maru No 3 och var inledningsvis i drift som valkokeri. Fem valbåtar och en fångstkvot på 700 blåvalar följde med i köpet. Hon avslutade sin verksamhet i Antarktis 1968 och fick nya ägare 1977 och 1991.